# 社會主義憲政黨
社会主义宪政党（阿拉伯语：‎，羅馬化：el-Ḥizb el-Ishtirākī ed-Dustūrī）是1964年—1988年突尼斯的执政党。该党成立于1964年10月22日，前身是新宪政自由党，哈比卜·布尔吉巴为首任主席。该党长期奉行布尔吉巴主义。1987年。布尔吉巴的总统职位被宰因·阿比丁·本·阿里取代。1988年2月27日，该党改组为宪政民主联盟。